# Skwentna
Skwentna is een plaats (census-designated place) in de Amerikaanse staat Alaska, en valt bestuurlijk gezien onder Matanuska-Susitna Borough.

## Demografie
Bij de volkstelling in 2000 werd het aantal inwoners vastgesteld op 111.

## Geografie
Volgens het United States Census Bureau beslaat de plaats een oppervlakte van
1164,9 km², waarvan 1146,9 km² land en 18,0 km² water.

## Plaatsen in de nabije omgeving
De onderstaande figuur toont nabijgelegen plaatsen in een straal van 72 km rond Skwentna.